# La Digue (film 1911)
La Digue è un cortometraggio del 1911 diretto da Abel Gance.
Conosciuto anche con il titolo di Pour sauver la Hollande
Primo film dell'attore Pierre Renoir e del regista.